# Jaime Nielsen
Jaime Nielsen, née le 9 mars 1985 à Hamilton, est une coureuse cycliste néo-zélandaise. Spécialiste de la poursuite sur piste, elle a été deux fois médaillée de poursuite par équipes aux championnats du monde, en 2009 et 2011.

## Biographie
Avant que Jaime Nielsen ne commence à faire du cyclisme, elle pratique avec succès l'aviron de 2003 à 2007. Elle est membre de l'équipe nationale et en 2004 elle devient championne du monde chez les moins de 23 ans en quatre de couple féminin. En 2007, elle passe au cyclisme sur piste. 
Dès 2009, elle est sélectionnée aux mondiaux sur piste à Pruszków, où elle est vice-championne du monde de poursuite par équipes, aux côtés de Lauren Ellis et Alison Shanks. L'année suivante, elle est championne de Nouvelle-Zélande dans la même discipline, avec Rushlee Buchanan et Sonia Waddell. Aux mondiaux 2011 à Apeldoorn, elle obtient la médaille de bronze en poursuite par équipes (avec Kaytee Boyd et Alison Shanks). Aux Jeux olympiques d'été de 2012, elle est cinquième de la poursuite par équipes avec Ellis et Shanks.
Sur piste, elle est également championne de Nouvelle-Zélande de course aux points en 2015 et quintuple championne de Nouvelle-Zélande de poursuite individuelle (2013 à 2017). Entre 2014 et 2017, elle a remporté trois fois le titre néo-zélandais du contre-la-montre sur route.
En 2016, elle participe aux Jeux olympiques de Rio de Janeiro. Avec Rushlee Buchanan, Racquel Sheath et Georgia Williams, elle termine quatrième de la  poursuite par équipes. Aux mondiaux sur piste 2017 à Hong Kong, elle remporte la médaille de bronze de la poursuite par équipes avec Rushlee Buchanan, Kirstie James, Racquel Sheath et Michaela Drummond. En juillet 2017, elle établit un nouveau record du monde de l'heure au niveau de la mer avec plus de 47 791 kilomètres. Sur ses réseaux sociaux, elle annonce mettre sa carrière cycliste de côté en 2018 pour donner naissance à son premier enfant.
Elle reprend la compétition en 2020. Cette année-là, elle est championne de Nouvelle-Zélande de poursuite par équipes . En 2021, elle se classe deuxième du contre-la-montre individuel et quatrième de la course en ligne aux championnats nationaux sur route.

## Vie privée
Jaime Nielsen est diplômé en chimie et en mandarin. 

## Palmarès

### Jeux olympiques
- Londres 2012
  - 5e de la poursuite par équipes
- Rio 2016
  - 4e de la poursuite par équipes
- Tokyo 2020
  - 8e de la poursuite par équipes

### Championnat du monde
- Pruszkow 2009
  -  Médaillée d'argent de la poursuite par équipes (avec Lauren Ellis et Alison Shanks)
- Copenhague 2010
  - 7e de la poursuite individuelle
- Apeldoorn 2011
  -  Médaillée de bronze de la poursuite par équipes (avec Kaytee Boyd et Alison Shanks)
- Melbourne 2012
  - 4e de la poursuite par équipes (avec Alison Shanks et Lauren Ellis)
  - 10e de la poursuite individuelle
- Saint-Quentin-en-Yvelines 2015
  - 4e de la poursuite par équipes
  - 7e de la poursuite individuelle
- Londres 2016
  - 4e de la poursuite par équipes
- Hong Kong 2017
  -  Médaillée de bronze de la poursuite par équipes
  - 6e de la poursuite individuelle[3]

### Coupe du monde
- 2009-2010
  - 2e de la poursuite par équipes à Pékin
- 2010-2011
  - 1re de la poursuite par équipes à Pékin (avec Kaytee Boyd et Rushlee Buchanan)
  - 2e de la poursuite par équipes à Manchester
  - 3e de la poursuite par équipes à Pékin
- 2011-2012
  - 2e de la poursuite par équipes à Cali
- 2015-2016
  - 3e de la poursuite par équipes à Cambridge
- 2016-2017
  - 3e de la poursuite à Los Angeles
  - 2e de la poursuite par équipes à Los Angeles
- 2019-2020
  - 1re de la poursuite par équipes à Cambridge (avec Bryony Botha, Holly Edmondston, Kirstie James et Rushlee Buchanan)

### Championnats d'Océanie
| Édition / Épreuve | Poursuite individuelle | Poursuite par équipes                                        | Scratch | Omnium |
| 2010              | Or                     | Argent                                                       |         |        |
| 2011              | Argent                 | Or (avec Lauren Ellis et Alison Shanks)                      |         |        |
| 2013              | Argent                 | Or (avec Rushlee Buchanan, Lauren Ellis et Georgia Williams) | Bronze  | Argent |
| 2014              | Bronze                 | Or (avec Racquel Sheath, Lauren Ellis et Georgia Williams)   |         |        |
| 2016              | Argent                 |                                                              |         |        |

### Championnats nationaux
- Championne de Nouvelle-Zélande de poursuite par équipes : 2010, 2017 et 2020
- Championne de Nouvelle-Zélande de poursuite individuelle : 2013, 2014, 2015, 2016 et 2017
- Championne de Nouvelle-Zélande de course aux points : 2015

## Palmarès sur route
- 2011
  - 2e du championnat de Nouvelle-Zélande du contre-la-montre
- 2012
  - 2e du championnat de Nouvelle-Zélande du contre-la-montre
- 2013
  - 2e du championnat de Nouvelle-Zélande du contre-la-montre
- 2014
  -  Championne de Nouvelle-Zélande du contre-la-montre
- 2015
  -  Championne de Nouvelle-Zélande du contre-la-montre
  - 3e de Ljubljana-Domzale-Ljubljana (contre-la-montre)
- 2016
  - 2e du championnat de Nouvelle-Zélande du contre-la-montre
- 2017
  -  Championne de Nouvelle-Zélande du contre-la-montre
- 2021
  - 2e du championnat de Nouvelle-Zélande du contre-la-montre

### Classements mondiaux
| Année                                 | 2011 | 2012 | 2013 | 2014 | 2015 | 2016 | 2017 | 2018 | 2019 | 2020 | 2021 |
| ------------------------------------- | ---- | ---- | ---- | ---- | ---- | ---- | ---- | ---- | ---- | ---- | ---- |
| Classement UCI                        | 389e | 438e | 427e | 451e | 129e | 443e | 509e | nc   | nc   | nc   | 234e |
|                                       |      |      |      |      |      |      |      |      |      |      |      |
| Légende : nc = non classéSource : UCI |      |      |      |      |      |      |      |      |      |      |      |